# 安边站
安边站（朝鲜语：／ Anbyŏn yŏk */?）是位于朝鮮民主主義人民共和國江原道安边郡的一個鐵路車站，属于江原线和金刚山青年线。

## 邻近车站
江原线
培花站 - 安边站 - 南山站
金刚山青年线
安边站 - 梧溪站